# Drosophila bishtii
Drosophila bishtii är en tvåvingeart som beskrevs av Bhagwan Krishna Singh och Nandan Singh Negi 1995. Drosophila bishtii ingår i släktet Drosophila och familjen daggflugor.
Artens utbredningsområde är Indien.